# Taradell
Taradell település Spanyolországban, Barcelona tartományban. Lakosainak száma 6844 fő (2024).

## Földrajza
Taradell Santa Eugènia de Berga, Sant Julià de Vilatorta, Viladrau, Seva, Tona és Malla községekkel határos.

## Népesség
A település lakosságának változását az alábbi diagram mutatja:
| Lakosok száma | 736  | 1751 | 2232 | 2661 | 4259 | 5469 | 5929 | 6219 | 6489 | 6844 |
|               | 1717 | 1887 | 1936 | 1960 | 1986 | 2003 | 2008 | 2014 | 2019 | 2024 |